# Koenigia islandica
Koenigia islandica là một loài thực vật có hoa hàng năm thuộc chi Koenigia, họ Rau răm. Loài này có kích thước rất nhỏ, mọc trên bề mặt sỏi ẩm ướt ở các lãnh nguyên Bắc Cực và đồng cỏ núi cao. Nó được Carl Linnaeus mô tả khoa học lần đầu tiên năm 1767.

## Miêu tả
Koenigia islandica có một rễ cái mảnh. Loài này cao từ 1 đến 2 cm (0,4 đến 0,8 in) và là một trong những loài thực vật nhỏ nhất thế giới. Nó có thân đơn giản, thường hơi đỏ và có rễ ở các đốt dưới. Các lá mọc thành cặp đối nhau, hợp nhất ở gốc thành một màng bọc ngắn bao quanh thân. Phiến lá dài 3 mm (0,12 in), có hình trứng và đầu cùn. Cụm hoa có ít hoa với một số lá bắc. Các hoa riêng lẻ có màu xanh lục, trắng hoặc hơi hồng, lưỡng tính, với ba cánh đài, ba nhị và ba lá noãn hợp nhất. Quả có ba cạnh và chứa một hạt duy nhất. Loài thực vật này chỉ ra hoa vào tháng Bảy và tháng Tám.

## Phân bố và môi trường sống
Koenigia islandica phân bố ở môi trường Bắc Cực/núi cao. Phạm vi của nó bao gồm Bắc Âu, Trung và Bắc Á, Bắc Mỹ, Greenland, Nam Chile và Argentina. Loài cây này thường sinh trưởng trong lãnh nguyên Bắc Cực, các khu vực sỏi ướt gần hồ, ao tù và suối, trên đồng cỏ núi cao và bên cạnh những mảng tuyết tan. Những khu vực này có độ cao lên tới 4.000 m (13.000 ft). Tại Hoa Kỳ, nó được tìm thấy ở Alaska, Colorado, Montana, Utah và Wyoming. Ở Anh, K. islandica sống rải rác trên đảo Skye và đảo Mull.

## Sinh thái

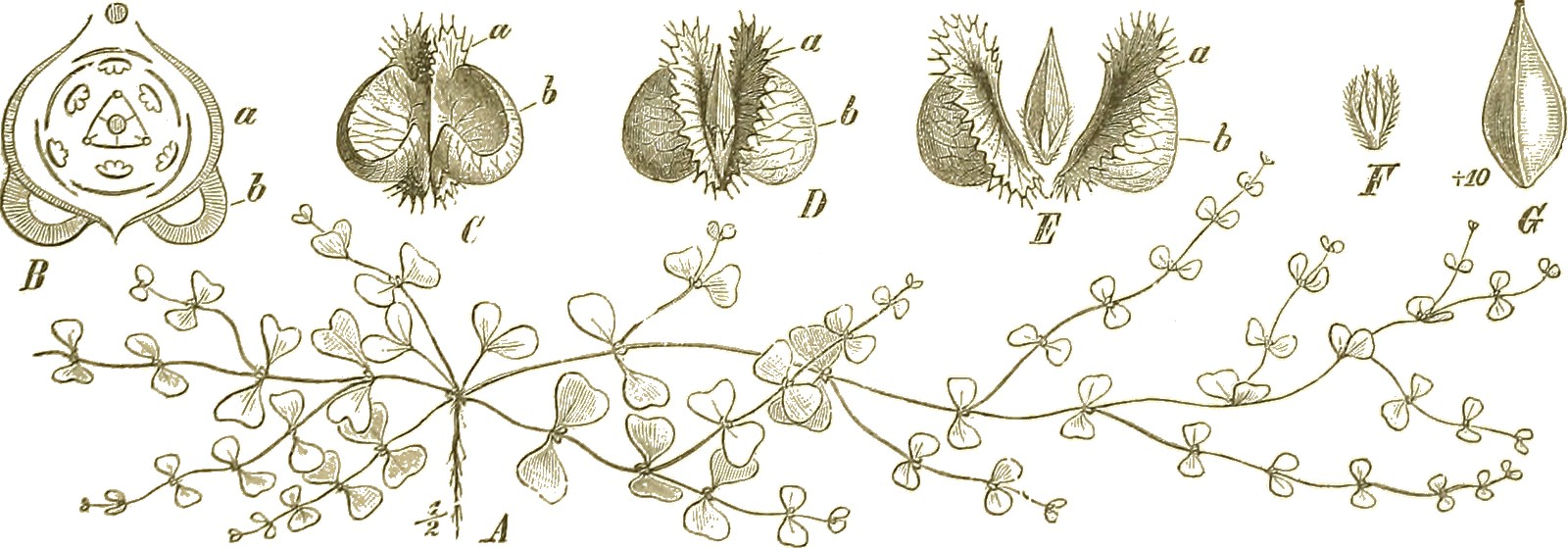
Bản phác thảo mẫu vật

Trên đảo Svalbard, Koenigia islandica được tìm thấy trên các trầm tích phù sa ẩm ướt, bờ hồ và khu vực trống trải, sinh trưởng trên bề mặt màu đen do rêu, tảo biển và vỏ tảo hình thành. Đây là một trong ba loài thực vật có mạch hàng năm trên đảo, đồng thời là loài phổ biến nhất. Với phạm vi mở rộng đến vùng lãnh nguyên Bắc Cực, nó được coi là loài thực vật hàng năm có sức chịu lạnh tốt nhất trên thế giới. Điều này có thể là do K. islandica chỉ phát triển tại các địa điểm ẩm ướt; qua đó điều hòa khí hậu, giúp nó ấm hơn khi thời tiết lạnh và mát hơn khi thời tiết khô nóng. Ngay cả khi bị chết do nắng nóng hoặc khô hạn sau khi ra hoa, quả của cây này vẫn có thể tạo ra hạt sống được. Hạt được phân tán bởi chim và nước, và chúng có thể nằm trong đất nhiều năm trước khi nảy mầm nhờ có điều kiện thích hợp.